# Mont (Saona y Loira)
 Mont  es una población y comuna francesa, en la región de Borgoña, departamento de Saona y Loira, en el distrito de Charolles y cantón de Bourbon-Lancy.

## Demografía
| 252 | 229 | 186 | 194 | 189 | 194 |
| Para los censos de 1962 a 1999 la población legal corresponde a la población sin duplicidades (Fuente: INSEE [Consultar]) |     |     |     |     |     |